# Ani und Nia Sulkhanishvili
Die Zwillingsschwestern Ani und Nia Sulkhanishvili (georgisch ანი და ნია სულხანიშვილები; * 1988 in Tbilissi, Georgische SSR, UdSSR) bilden ein international tätiges Klavierduo. Die aus Georgien stammenden Pianistinnen leben seit 2012 in München.

## Leben
Die eineiigen Zwillinge Ani und Nia Sulkhanishvili wurden 1988 in der georgischen Hauptstadt Tiflis geboren. Schon früh zeigte sich ihr musikalisches Talent, obwohl ihre Eltern keine Musiker waren. Sie erhielten Klavierunterricht, begeisterten sich jedoch erst im Alter von 13 Jahren für das vierhändige Klavierspiel. In Tiflis erhielten sie Unterricht an der Z. Paliashvili Central Music School bei Lali Sanikidze  und studierten anschließend am Staatlichen Wano-Saradschischwili-Konservatorium in Tiflis. In den Jahren 2012 und 2013 erhielten sie jeweils ein Stipendium des Deutschen Akademischen Austauschdienst (DAAD) und setzten ihre Ausbildung an der Hochschule für Musik und Theater in München beim Klavierduo Yaara Tal und Andreas Groethuysen fort.

## Karriere
Nach ihrem Debüt als Duo beim Nachwuchspianisten-Wettbewerb Tiflis International Young Pianists Competition im Jahr 2003, bei dem sie den 1. Preis gewannen, begann die internationale Karriere der beiden Künstlerinnen. Weitere Preise gewannen sie bei Wettbewerben in Athen, Moskau, Monaco und Białystok. Zu den größten Erfolgen des Duos zählt der Gewinn des 2. Preises beim Internationalen Musikwettbewerb der ARD im Jahr 2015.
Zahlreiche Einladungen führten sie unter anderem in die USA, wo sie in der Carnegie Recital Hall in New York auftraten, nach Mexiko, Ungarn und Norwegen. In Tschechien spielten sie im Prager Rudolfinum, in Italien mit dem Orchestra Sinfonica della Rai in Turin und in Deutschland im Herkulessaal in München.

## Preise und Auszeichnungen (Auswahl)
- 2003 1. Preis: Tiflis International Young Pianists Competition, Tiflis
- 2004 1. Preis: Athen
- 2005 2. Preis: S. Taneev International Chamber Music Competition, Moskau
- 2009 1. Preis: San-Marino International Piano Competition, San Marino
- 2010 2. Preis: Valberg International Piano Duo Competition, Valberg
- 2011 3. Preis: International Piano Duo Competition, Białystok
- 2014 2. Preis: Monaco Lyons Club International Piano Duo Competition, Monaco
- 2015 2. Preis: 64. Internationaler Musikwettbewerb der ARD, München

## Repertoire (Auswahl)
Das Repertoire des Duos Sulkhanishvili reicht von vierhändig gespielten Stücken bis zu Musik für zwei Klaviere. Darunter sind Beethovens Originalwerke für Klavier zu vier Händen, Felix Mendelssohn Bartholdys Andante con Variazioni Op. 3a, Wolfgang Amadeus Mozarts KV 357, KV 358, KV 365, KV 381, KV 497, KV 521, Spanische Liebeslieder (für eine und mehrere Stimmen mit Begleitung des Pianofortes zu vier Händen), Johann Sebastian Bachs Konzert für zwei Klaviere BWV 1060, Béla Bartóks Sonata für zwei Pianos und Percussion und Carl Orffs Carmina Burana, Fassung für zwei Klaviere und Schlagwerk.

## Veröffentlichungen
- 2016: Legends, op. 59, B. 122: Cycle for piano duet/Antonín Dvořák-Rapsodie espagnole/Maurice Ravel. CD, OehmsClassics.